# West Rim Trail
Le West Rim Trail est un sentier de randonnée du comté de Washington, dans l'Utah, aux États-Unis. Protégé au sein du parc national de Zion, ce sentier construit selon le style rustique du National Park Service en 1925-1926 forme avec l'Angels Landing Trail un bien inscrit au Registre national des lieux historiques depuis le 14 février 1987.